# P-38缶切り

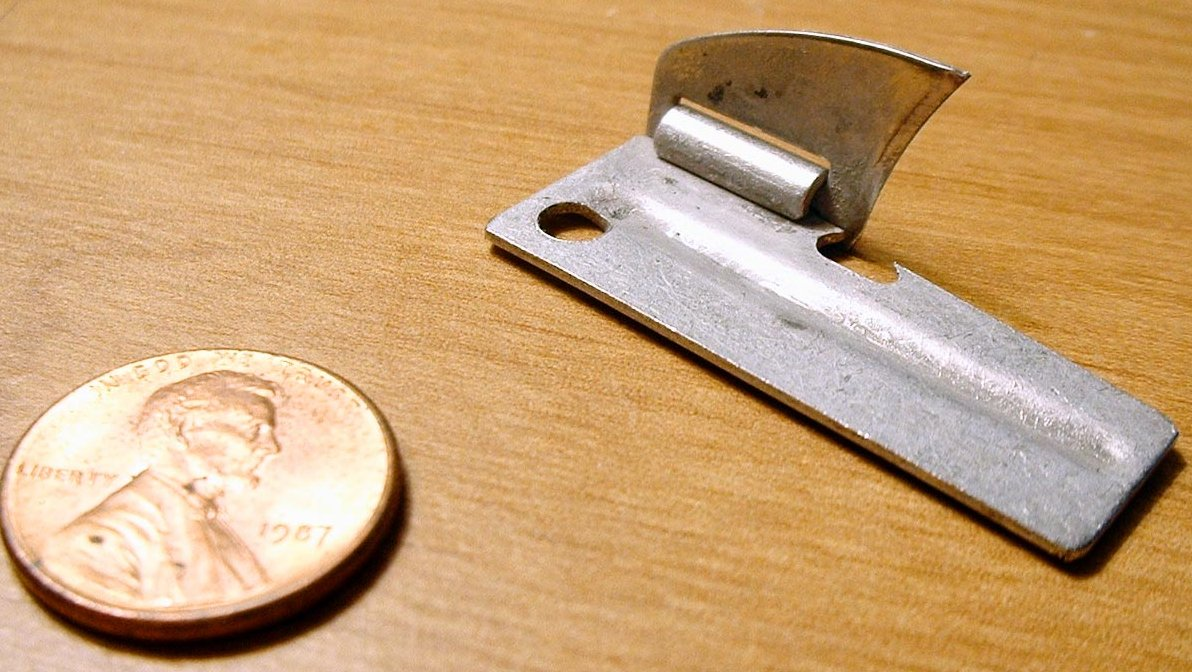
ベトナム戦争期に製造されたP-38缶切り

P-38缶切り（P-38かんきり）は、アメリカ軍が野戦糧食の付属品として支給していた缶切りである。第二次世界大戦中の1942年に開発され、袋詰めのMREが採用される1980年代まで使用されていた。

## 概要

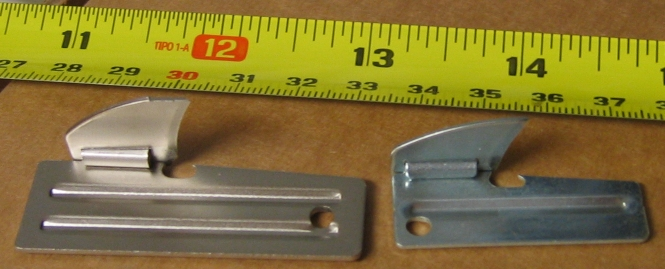
P-51缶切りとP-38缶切り

P-38缶切りは非常に小型かつ安価な缶切りで、全長は38mm程度である。刃は折畳式になっていて、起こした時の角度は95度である。蝶番の部分には、缶の縁に引っ掛けるための切欠きがある。
第二次世界大戦時の仕様書によれば、この缶切りの材質は熱処理済炭素鋼で、腐食を防ぐために錫メッキを施すこととされていた。また、「U.S.」の文字と製造メーカーの名を刻印することとされていた。ハンドル部の穴は、本来は清掃時に用いるためのものである。つまり、この穴に紐を結んで沸騰したお湯に浸したり火で炙ることによって、刃を消毒するのである。多くの兵士は、キーチェーンや認識票のチェーンをこの穴に通してP-38缶切りを携帯した。P-51缶切りは、より大きな缶を開けやすくするためにハンドル部を延長したモデルである。
P-38缶切りはJ.W.スピーカー社（J.W. Speaker Corporation, 製造スタンプは「US Speaker」）、ウォッシュバーン社（Washburn Corporation, 製造スタンプは「US Androck」）などが官給生産を担当しており、後にはマーリン・ハードウェア社（Mallin Hardware, 製造スタンプは「US Mallin Shelby O.」または「U.S. Shelby Co.」）も加わった。

## 歴史

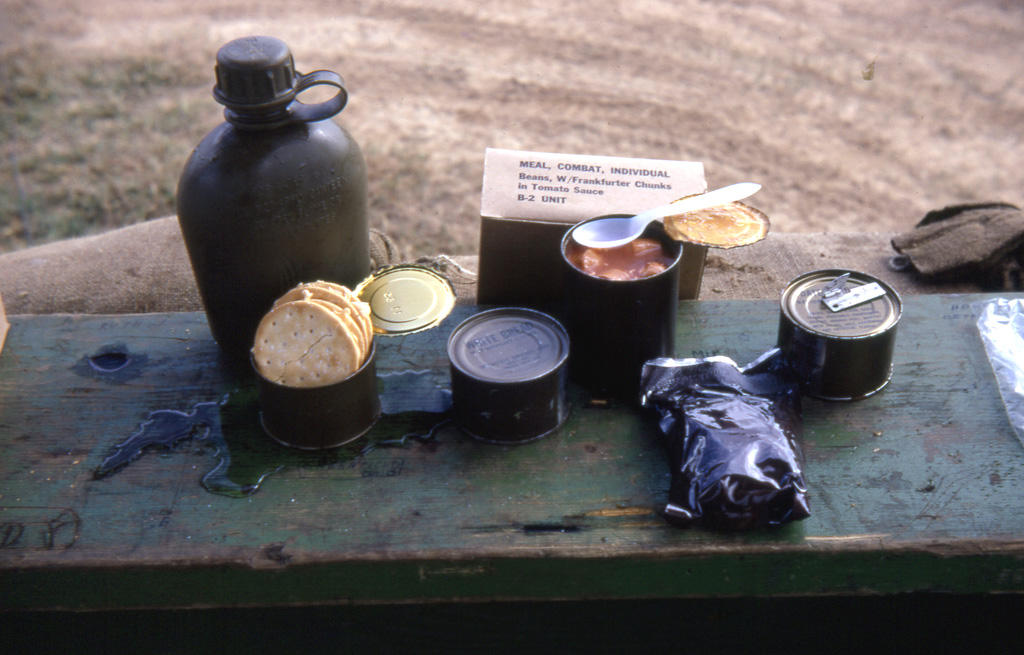
ベトナム戦争期のMCIレーション（1966年 - 1967年頃）。右にP-38缶切りがある

1936年、アメリカ陸軍需品科の部局として生計研究開発所（Subsistence Research and Development Laboratory, SRDL）が発足した。同研究所は陸軍向けの食料関連技術の研究開発を任務とした。1942年、SRDL所長ローランド・A・イスカー大佐（Roland A. Isker）が、安価かつ小型軽量な手持ち式缶切りの大量生産について金属加工業者への打診を始めた。これに応じたメーカーは、ウォッシュバーン社、ブルームフィールド社（Bloomfield Co.）、スピーカー社の3社であった。当初は以前に特許が取得された様々な缶切りが調達されたが、陸軍が求めていた不使用時に刃を安全に固定するロック機構をいずれも備えていなかった。そこでイスカーはスピーカー社の社長であるジョン・W・スピーカー（John W. Speaker）にこの問題点を説明した。スピーカーはSRDL職員らと共同で改良を進め、ヒンジの反対側に2つの突起による戻り止めを設ける設計を行った。オーストリア出身でナチス・ドイツを深く憎んでいたスピーカーは、陸軍による缶切りの調達を円滑に行わせるために、この設計については特許使用料を取らない旨を特許庁に伝えた。
1942年、航空機搭乗員が緊急脱出時に持ち出すことを想定したベイルアウト・レーションの付属品として、初めてP-38缶切りが支給された。この時は容器にテープで直接貼り付けられていた。
一方、1941年から既に一般部隊向けに調達が始まっていたCレーションの付属品にはすぐには加えられなかった。元々、Cレーションは専用の鍵型缶切りが付属する巻取缶を採用していたためである。しかしこの方式では、上部を切り離した分だけ缶の高さが低くなるので、開封時にMユニットの内容物（ミート&ビーンズの汁など）がこぼれやすかった上、大量に調達する際の製造コストもP-38缶切りより高かった。そのため、後にP-38缶切りがアクセサリーパックの一部として追加されることになったのである。Cレーションは6缶が1日分で、これを4列2段、合計48缶を木箱に収めた状態で出荷された。アクセサリーパックは1箱あたり8つが同梱されており、このうち1つにP-38缶切りが含まれていた。P-38缶切りの含まれるアクセサリーパックには、赤字で「缶切り同梱」（Can Opener Enclosed）と書かれている。P-38缶切りは使い方の説明が書かれた小さな紙袋に収められていた。
少なくともスピーカー社を含む12社が、以後40年間にわたってP-38缶切りを製造した。陸軍の拡大と共に調達数も増加し、第二次世界大戦および朝鮮戦争の期間には7億5000万個、その後の期間で10億個以上が製造されたと推測されている。大量生産によってコストは低下し続け、最盛期にはP-38缶切り1つのコストは封筒も含んで1セント程度であったという。
P-38缶切りは2号缶程度の缶を開封するのに適していたが、小型である故により大きな缶を開けるときには手間が掛かった。そこで、よりハンドル部の大きいP-51缶切りが考案された。P-51缶切りはハンドル部が0.5インチ延長されており、大きな缶を開く際にも手が疲れにくかった。P-51缶切りは1950年代に入ってから使われ始めた。ただし、P-38缶切りに比べると製造数は少なく、多くの兵士にとってはさほど馴染みのない道具だった。1980年代初頭、陸軍は袋詰めのMREを採用し、P-38缶切りの調達も終了した。
P-38缶切りは当然ながら缶の開封のみを想定した道具だが、兵士らは様々な方法でこれを活用した。例えばドライバーやナイフの代用品として使われたり、長靴の掃除や爪を磨くことにも使えた。M1小銃を分解するときには細かい部品を外すのに役立った。また、1.5インチというわかりやすいサイズは、地図上などで長さを測るときに便利だった。多くの兵士にとってP-38缶切りは単なる道具ではなく、軍隊生活の思い出を象徴するものであった。退役後もP-38缶切りを日常生活の中で愛用したという者も少なくない。

## 名称について
正式名称について、Cレーション付属時の紙袋の説明書きではU.S. ARMY POCKET CAN OPENER（陸軍用ポケット缶切り）と呼ばれているほか、仕様書ではOPENER, CAN, HAND, FOLDING（手持ち缶切り）と呼ばれている。また、仕様書では手持ち缶切りについて、1型（Type I）と2型（Type II）の2種があるとしている。1型は個人用糧食を開封するために使う小型のもの、すなわちP-38を指し、2型は集団用糧食を開封するために使う大型のもの、すなわちP-51を指す。
P-38という通称の由来は不明である。改良型のP-51缶切りと共にP-38 ライトニング戦闘機およびP-51 マスタング戦闘機に由来するという説がある。あるいは全長が38mm（P-51は51mm）である事から取られたという説もあるが、アメリカではメートル法が使用されていないために疑わしいともされている。アメリカ陸軍の資料では、P-38缶切りを使用してCレーションの缶を開封しようとした場合、38回だけ穴を開ける（Punctures）必要があったことに由来するとも説明されている。また、アメリカ海兵隊では「ジョン・ウェイン」の愛称で呼ばれた。この愛称の由来も定かではなく、P-38缶切りの頑丈さと信頼性に基づくという説、訓練用映画でウェインがこの缶切りを使ってKレーションを開くシーンがあったという説など諸説ある。大きさによって区別されており、小さな方を「P-38」大きな方を「ジョン・ウェイン」と呼び、ウェインは上記の訓練用映画でナレーションをしていると紹介する書籍もある。

## 類似製品
P-38缶切りと同型の缶切りは以前から存在していた。例えば、イスカー大佐の打診に応じて提出された缶切りは、1913年、1922年、1924年、1928年に取得された特許に基づくものであった。
1913年12月付けのアメリカ合衆国特許第 1,082,800号は、この形状の缶切りのアメリカにおける特許としては最初期のものと言われている。そのほか、ブルームフィールド社の社長サム・ブルームフィールドは、1946年12月24日にアメリカ合衆国特許第 2,412,946号を取得し、スピーカーは1946年12月31日にアメリカ合衆国特許第 2,413,528号を取得している。1924年の『ポピュラー・メカニック』誌では、軍用とは言及されていないものの類似の形状の製品が既に紹介されている。
P-38缶切りにスプーンや栓抜きの機能を追加したFRED缶切りが、オーストラリア国防軍およびニュージーランド陸軍で現在でも使用されている。FREDとは本来、「野戦糧食用食器」（Field Ration Eating Device）を意味する略語だが、俗語として「クソ馬鹿げた食器」（Fucking Ridiculous Eating Device）の略語とも語られる。
イギリス陸軍の24時間分糧食セットである汎用作戦レーションパック（Operational Ration Pack, General Purpose）や、コンポ（Compo）と通称される14人分混成糧食セットにも類似の缶切りが付属する。これは、W.P.ウォーレン・エンジニアリング社（W.P. Warren Engineering Co. Ltd）が製造を担当している。
スウェーデン陸軍でも類似の缶切りが採用された。これは「M7481-021000小型缶切り」（M7481-021000 Konservbrytare Mini）という名称で、「黄金缶」と通称される糧食セットに付属する。
ポーランドでは、古くから類似の形状で固定刃の缶切りが使われていた。現在ではP-38と同じ折畳刃のものも流通している。

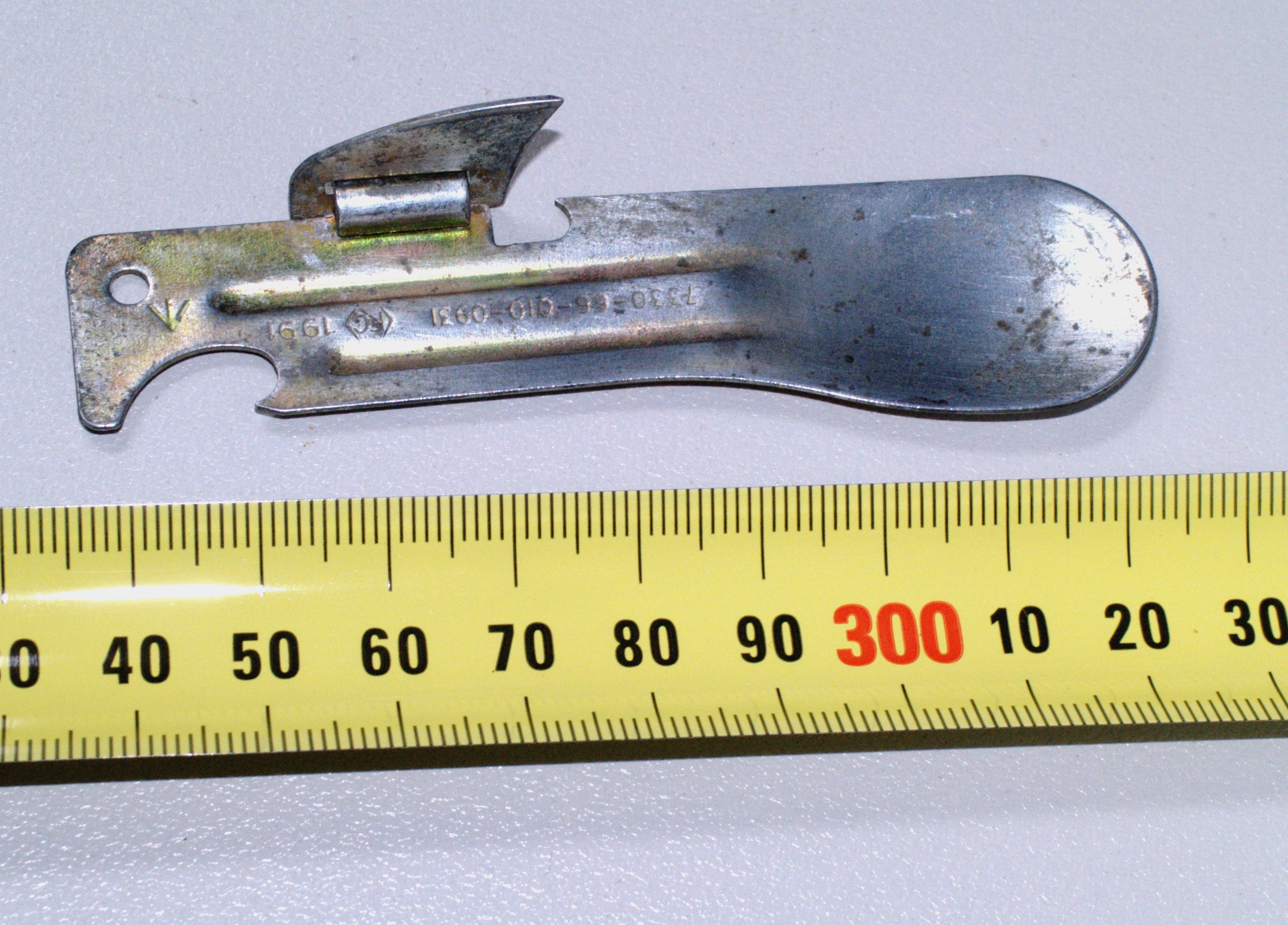
オーストラリア国防軍のFRED缶切り
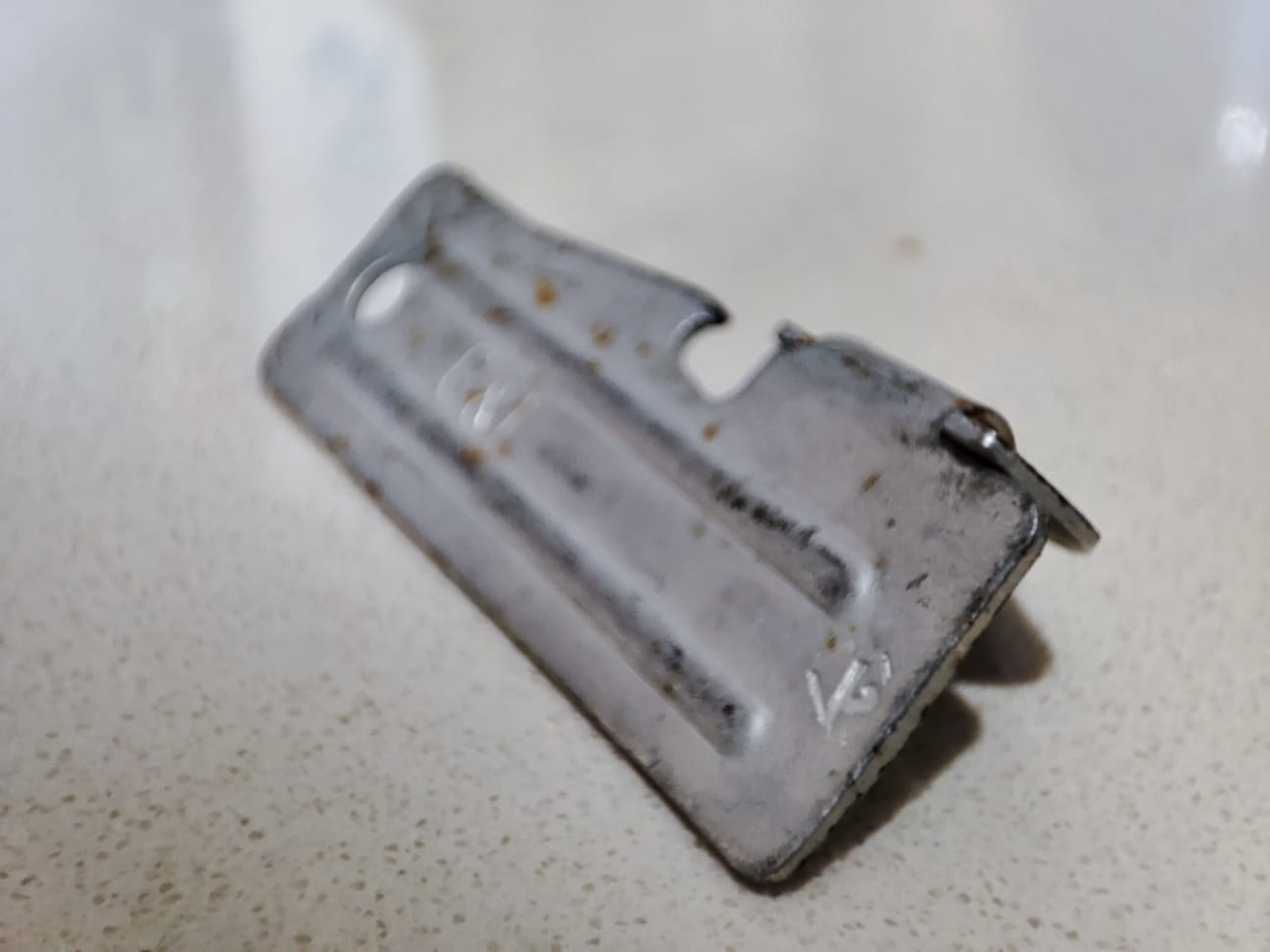
イスラエル国防軍の糧食に付属する缶切り
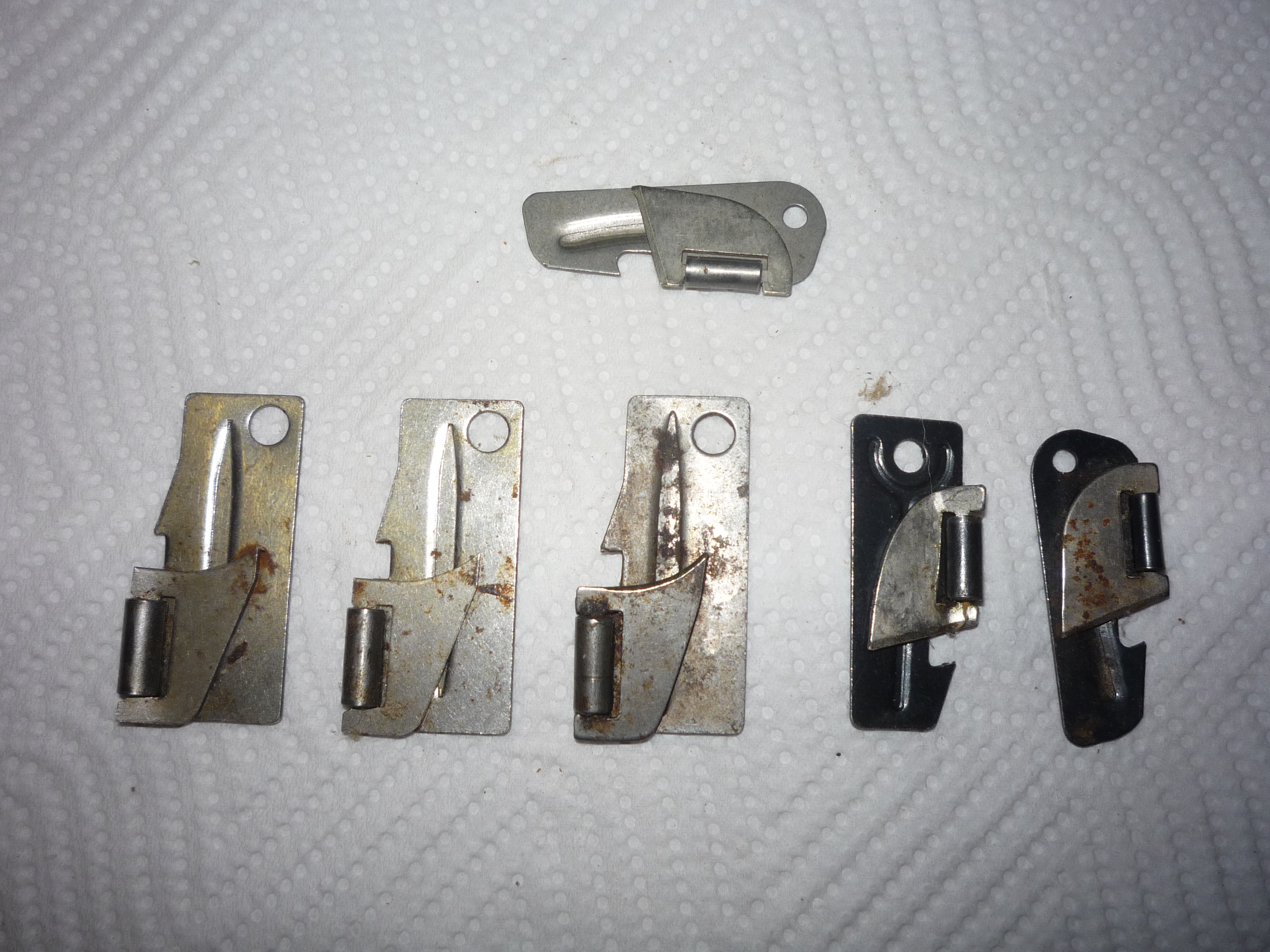
チェコスロバキア社会主義共和国で使われていた缶切り
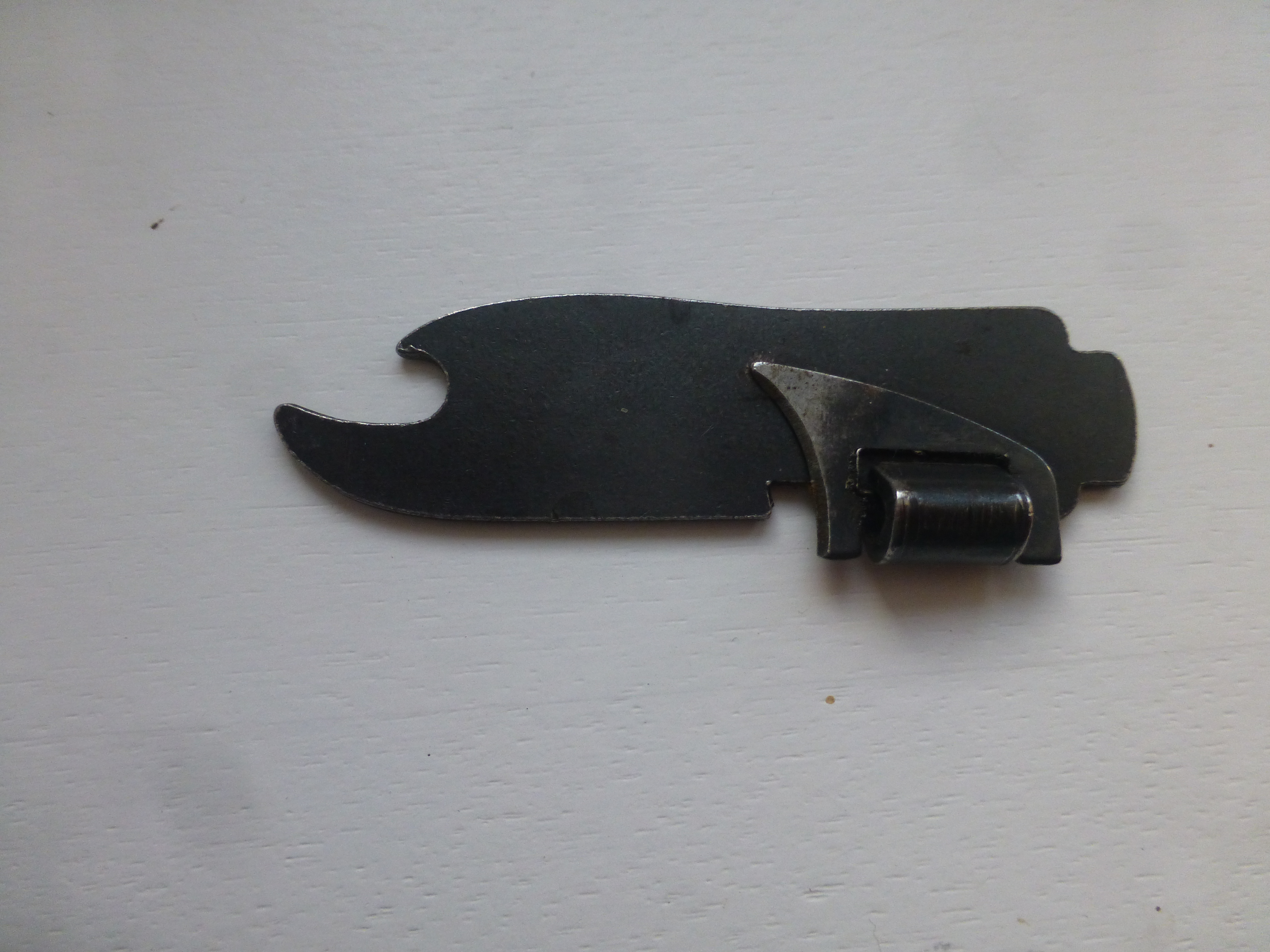
ドイツ民主共和国で使われていた缶切り
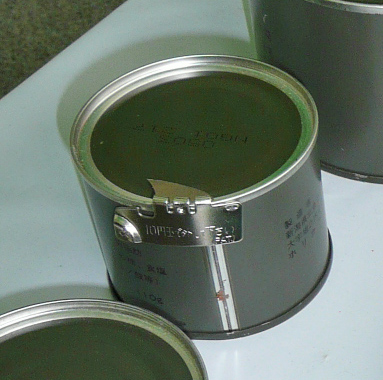
日本製の戦闘糧食I型。類似の形状の缶切りが付属している